# Liparis fucensis
Liparis fucensis är en fiskart som beskrevs av Gilbert, 1896. Liparis fucensis ingår i släktet Liparis och familjen Liparidae. Inga underarter finns listade i Catalogue of Life.